# Pyramid (band)
Pyramid, soms aangeduid als The Pyramid, was een Britse band met een speciale interesse in de surfmuziek van The Beach Boys. De band bestond uit de drie zangers Steve Hiett, Albert Jackson en Ian Pratt McDonald.

## Geschiedenis
De band kwam in januari 1967 met de single The summer of last year met B-kant Summer evening (Deram Records DM111). Denny Cordell was muziekproducent van dienst. Hij was bekend vanwege enige singles die hij had opgenomen met de Moody Blues (The Magnificent Moodies) en zou later Procol Harums A whiter shade of pale produceren. The summer of last year werd een bescheiden hitje, vooral in de omgeving van Londen. Het was geschreven door Hiett.
Big Jim Sullivan was studiomuzikant, die later zou spelen bij Tom Jones, hij heeft minstens twee beroemde leerlingen: Ritchie Blackmore van Deep Purple en Steve Howe van Yes. De bijnaam Big diende als onderscheid met Little Jim, wiens volledige naam Jimmy Page was. John Baldwin was een pseudoniem van John Paul Jones, toen nog pre-Led Zeppelin, Mike Lease zou later werken met leden van Procol Harum in de band Freedom. Ook van belang in de muziekwereld was/werd de tweede gitarist, een man die zijn naam zou veranderen in John McLaughlin, die zijn loopbaan zou voortzetten als jazzgitarist bij een kwartet met onder anderen John Surman en later Tony Williams. Pete Trout was afkomstig uit "The Left Handed Marriage", daarin speelde ook Brian May van Queen.
Een tweede single, Me about you, werd wel opgenomen, maar nooit uitgebracht totdat het in 1999 verscheen op Orphans and outcasts, volume 3, een demoalbum van Iain Matthews, de vroegere Ian Pratt McDonald. Schrijver van Me about you is John Sebastian van The Lovin' Spoonful. 
Er kwam ruzie in het management en de groep viel uit elkaar. Matthews ging op voorspraak van Heitt zingen bij Fairport Convention. Heitt werd bekend in een geheel andere tak van sport; fotografie voor onder andere modeblad Vogue.

## Discografie
- Summer of last year, 1967